# Сєверна (Аромашевський район)
Сє́верна (рос. Северная) — присілок у складі Аромашевського району Тюменської області, Росія.
Населення — 100 осіб (2010, 126 у 2002).
Національний склад станом на 2002 рік:
- чуваші — 41 %
- татари — 39 %